# Reederei Jaegers
Die Reederei Jaegers ist eine deutsche in der Binnenschifffahrt tätige Reederei mit Sitz in Duisburg, die sich in Familienbesitz befindet.
Die in der Tankschifffahrt tätige Reederei besitzt circa 200 Schiffe mit zusammen rund 400.000 Tonnen Tragfähigkeit. Zur Unternehmensgruppe gehört auch die Donau-Tankschiffahrts-Gesellschaft, die u. a. Bunkerstationen in Wien und Budapest betreibt, sowie die Chemgas Shipping B.V. in Rotterdam.

## Geschichte
Das Unternehmen wurde 1919 von Josef Jaegers in Frankfurt/Main gegründet. Anfang der 1930er-Jahre zog das Unternehmen nach Aschaffenburg.
Von 1958 bis 1963 wurde die Flotte des Unternehmens auf Tankschiffe umgestellt. Seit 1970 war die Stinnes AG mit 55 % an der Reederei Jaegers beteiligt. 1995 verkaufte Stinnes sein Reedereigeschäft an Jaegers.
2000 wurden die Tankschiffe von SRN-Alpina und Beckmann übernommen, wodurch die Flotte des Unternehmens auf mehr als 130 Schiffe wuchs. 2003 übernahm es die Royal-Vopak-Anteile an der Reederei Chemgas Shipping B.V.  aus Rotterdam, die Flotte ist jetzt circa 170 Schiffe groß.
Ende 2024 wurde die Reederei Jaegers an die französische Sogestran Group verkauft. Der Verkauf soll Anfang 2025 abgeschlossen sein.